# Viteză liniară
Mărime fizică derivată, viteza, ca mărime scalară, se definește ca fiind distanța parcursă de un obiect (prin cuvântul "obiect" se înțelege un corp sau o particulă) într-un anumit interval de timp. Formula scalară a vitezei este
{\displaystyle v={\frac {dx}{dt}}}
Într-o exprimare aritmetică simplificată, derivata este un raport între două variații (două diferențe) de mărimi fizice diferite. Viteza este deci derivata (concept fundamental al calculului diferențial și integral) distanței în funcție de timp.
Definiția vectorială a vitezei este derivata în timp a vectorului de poziție a punctului material. De data aceasta, pentru a determina corect viteza ca mărime fizică vectorială sunt necesare atât direcția cât și modulul vectorului de poziție.
{\displaystyle \mathbf {\bar {v}} ={\frac {\Delta \mathbf {\bar {r}} }{\Delta t}}.}
Variația în timp a vitezei este accelerația, care la rândul său, este o mărime vectorială, care are o componentă scalară, dată de variația de două ori în timp a distanței parcurse și una vectorială, dată de dată de variația de două ori în timp a vectorului de poziție al aceluiași punct material.

## Formulă dimensională și unități de măsură
Conform analizei dimensionale, formula dimensională pentru viteză se scrie sub forma:
Adică dimensiunea fizică a vitezei este lungime  ori timpul la puterea minus unu.
În Sistemul Internațional de Măsuri
lungimea se măsoară în metru iar timpul în secundă, rezultă că unitatea de măsură pentru viteză este:
În SI, viteza se măsoară deci în metru pe secundă (metru ori secundă la puterea minus unu). Mișcarea punctului material pe o traiectorie oarecare are loc cu viteza de un metru pe secundă atunci când punctul parcurge un drum de lungime egală cu un metru într-un interval de timp egal cu o secundă.
În sistemul de măsuri tolerat, cgs, unitatea de măsură este {\displaystyle \scriptstyle [v]_{cgs}={\frac {[s]_{cgs}}{[t]_{cgs}}}={\frac {cm}{s}}=cm\cdot s^{-1}}, adică centimetru pe secundă, transformarea dintre cele două unități este dată de relația: {\displaystyle \scriptstyle 1{\frac {m}{s}}=10^{2}{\frac {cm}{s}}} sau reciproc: {\displaystyle \scriptstyle 1{\frac {cm^{2}}{s}}=10^{-2}{\frac {m}{s}}}.

## Viteza liniară pe o traiectorie curbă
Viteza liniară pe o traiectorie curbă plană e dată de produsul dintre viteza unghiulară și raza de curbură locală.